# Гуляй-город

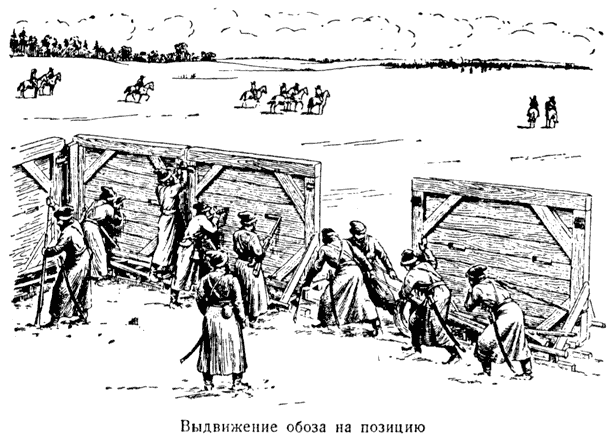
Выдвижение обоза на позицию.

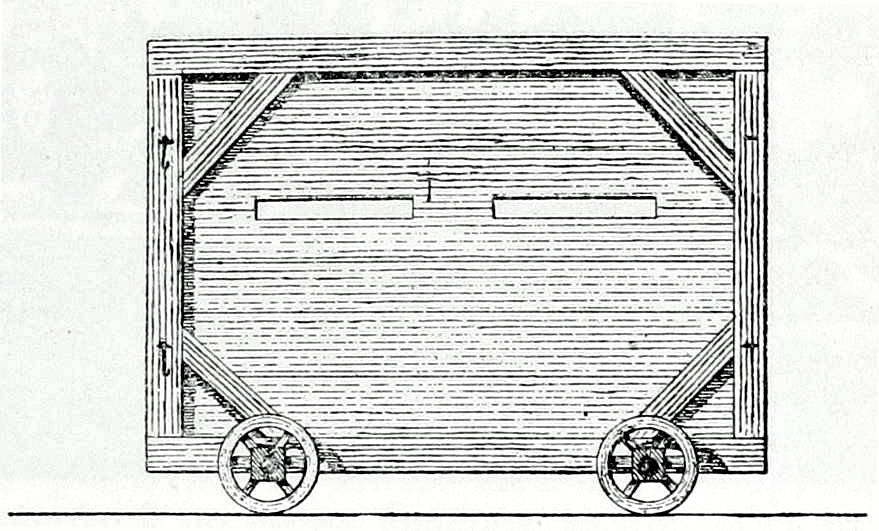
Гуляй-город на колёсах (летний вариант)

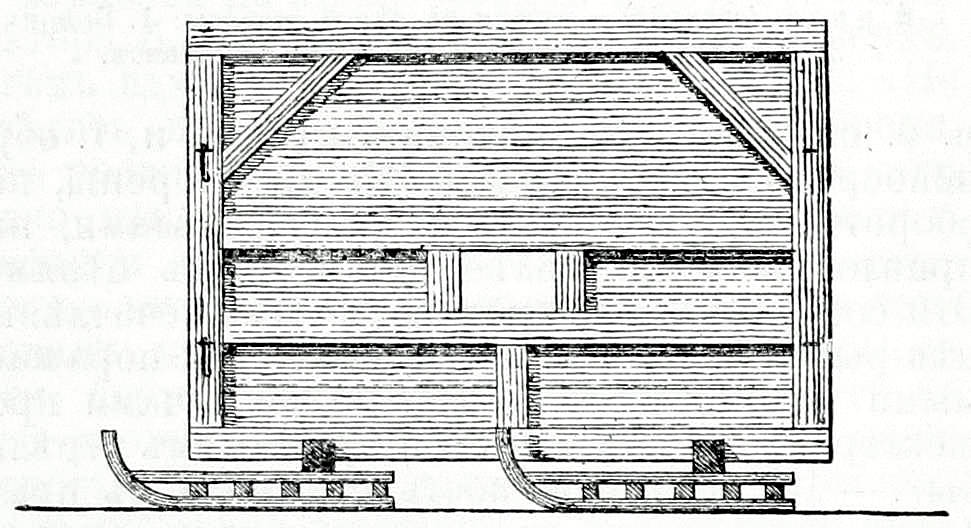
Гуляй-город на санях (зимний вариант)

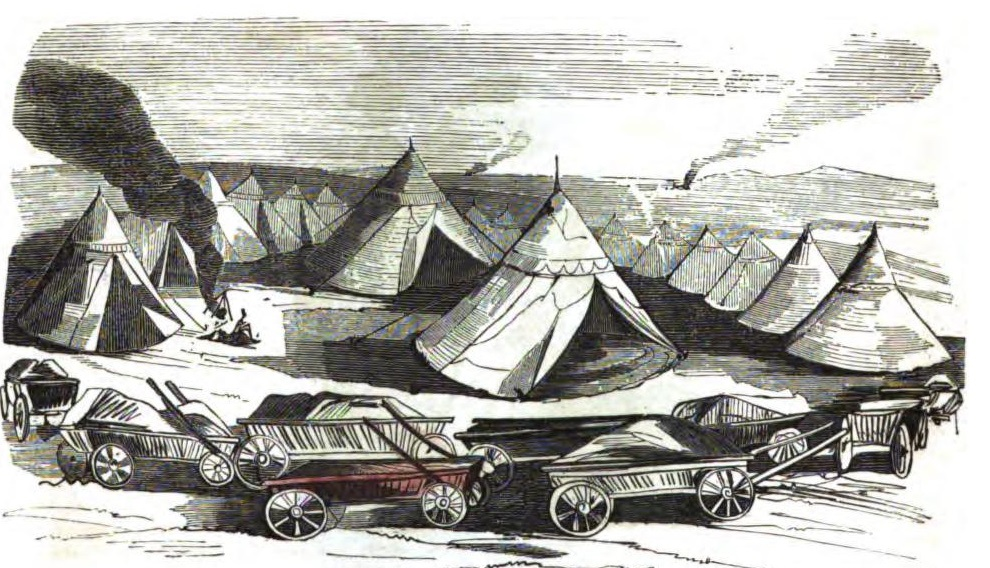
Казачий табор (кош), рисунок из «Старина малороссийская ...».

Гуля́й-го́род, Гуля́й-городо́к, иногда град-обо́з — русское передвижное полевое укрепление, составленное из повозок или щитов из толстых дубовых досок на колесах или полозьях, применявшееся в осадной и полевой войне, в XV — XVIII веках. 
У Гуля́й-го́рода, как особого вида полевых оборонительных оград, или град-обо́з при прибытии на место, щиты скреплялись друг с другом крючьями и петлями и разворачивались в прямую линию, круг или полукруг; при необходимости из них можно было составить своеобразную полевую крепость нужного размера и формы, в зависимости от обоза. Прочные щиты обеспечивали защиту от лёгкого стрелкового оружия, а вся конструкция помогала отразить атаку противника (в особенности это было актуально для отражения атак тяжёлой конницы, которой пехота — до появления огнестрельного оружия — могла успешно противостоять лишь в отдельных случаях). Командовал гуляй-городом в рати назначенный воевода — гулявый воевода. В Толковом словаре живого великорусского языка Владимира Даля сказано что Гуляй-городок стар. подвижная, на колесах вежа, башня, для подступа под город. 
В Германских землях Гуля́й-го́рода назывался Вагенбург (Wagenburg) — военный обоз, собранный где-либо на становище, обычно ставится четырехугольником, образуя защиту.

## Применение

### Россия
В России гуляй-город впервые был применён (упоминается) либо при походе на Казань в 1530 году, либо при её взятии в 1552 году, а, возможно, и ранее. Решающую роль гуляй-город сыграл в битве при Молодях (1572 год), а также при обороне Москвы в 1591 году на месте будущего Донского монастыря.

Если бы у русских не было гуляй-города, то крымский царь побил бы нас, взял бы в плен и связанными увёл бы всех в Крым, а Русская земля была бы его землёй.— Генрих Штаден о нападении крымского хана в 1572 году
Русский гуляй-город изготавливался из деревянных щитов, сделанных из толстых дубовых досок, перевозимых град-обозом. Во время боевых действий щиты устанавливались на телеги (в зимнее время — на сани), скреплялись друг с другом крючьями и петлями и разворачивались в прямую линию, круг или полукруг. Между щитами оставлялись промежутки около трёх метров для отхода войск под их защиту. В щитах имелись бойницы для пищалей или пушек малых калибров. Гуляй-город применялся как при обороне, так и при наступлении.

... В случае удачи она преследовала противника большею частью слабо, потому что предпочитала грабить его обозы; в случае же неудачи атаки она уходила врассыпную за свою пехоту, которая обыкновенно располагалась в так называемом гуляй-городе, то есть вагенбурге, и оборонялась в ожидании, пока конница не успевала устроиться и вновь вступить в бой.
 ... Когда приходилось обороняться, то казаки в пешем строю располагались в каре, или батовали лошадей, то есть клали их на землю и дрались под их прикрытием или же вели бой из-за повозок, расположенных вагенбургом. ...— VI Русская конница до Петра Великого, Очерки из истории конницы (Курс старшего класса Николаевского кавалерийского училища) автор П. А. Плеве (1850—1916)

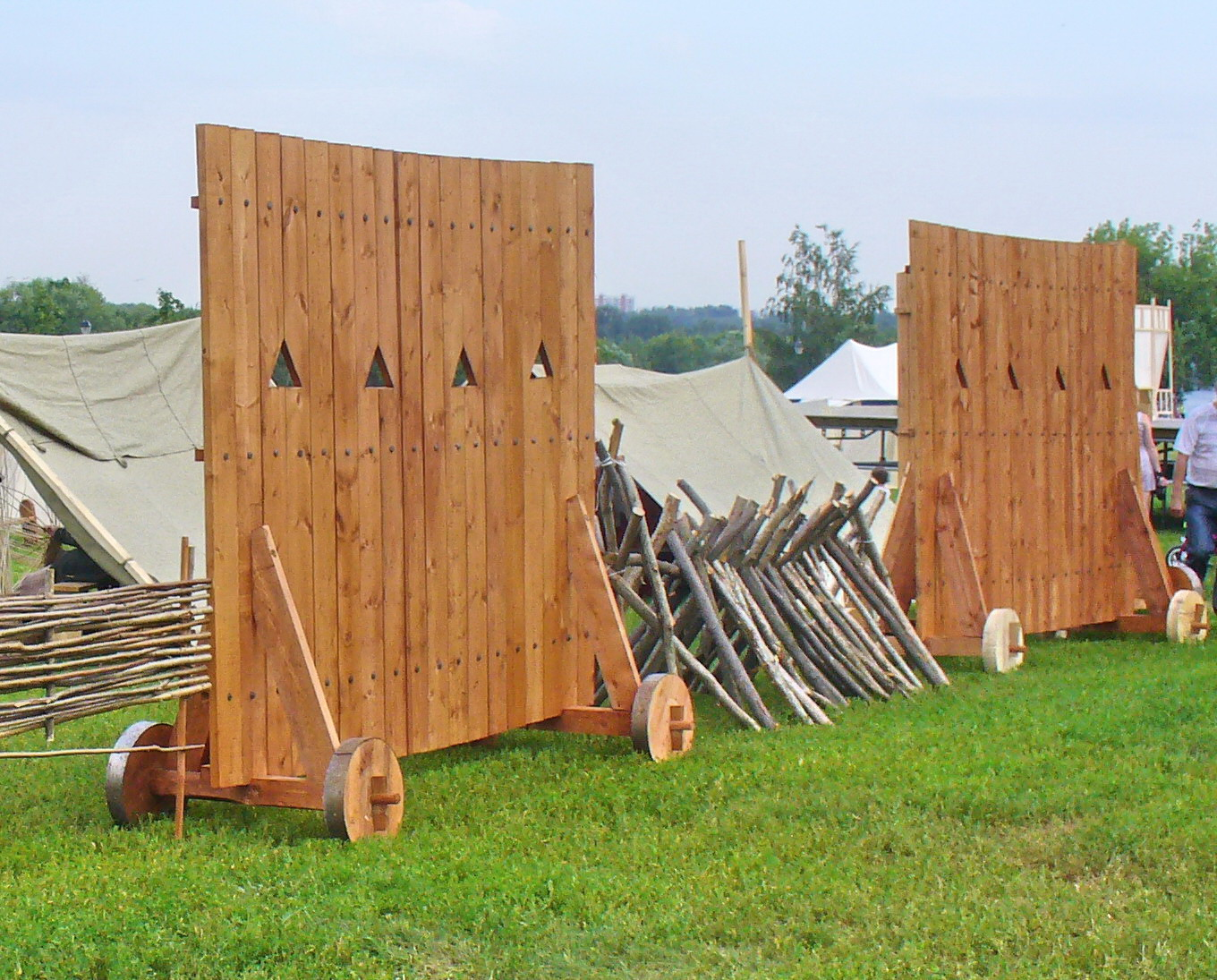
Историческая реконструкция гуляй-города. Фестиваль «Времена и эпохи» в Коломенском (2012)

Иногда гуляй-город мог представлять собой отдельные подвижные опорные пункты, взаимодействующие между собой. Используя его подвижность, можно было подобраться на близкое расстояние к неприятелю, а в случае опасности укрыться за его стенами. Из щитов могли создаваться острожки (временные укрепления).
Английский дипломат Джайлс Флетчер, побывавший в Москве в 1589 году, в своем сочинении «О Государстве Русском» (1591) рассказывает:

«В войне оборонительной, или в случае сильного нападение татар на русскую границу, войско сажают в походную или подвижную крепость, называемую Вежа или Гуляй-город. Эта походная или подвижная крепость так устроена, что может быть растянута в длину на одну, две, три, четыре, пять, шесть или семь миль, именно на сколько ее станет. Она заключается в двойной деревянной стене, защищающей солдат с обеих сторон, как с тылу, так и спереди, с пространством около трех ярдов между той и другой стеной, где они могут не только помещаться, но также имеют довольно места, чтоб заряжать свои огнестрельные орудия и производить из них пальбу, равно как и действовать всяким другим оружием. Стены крепости смыкаются на обоих концах и снабжены с каждой стороны отверстиями, в которые выставляется дуло ружья или какое-либо другое оружие. Ее возят вслед за войском, куда бы оно ни отправлялось, разобрав на составные части и разложив их на телеги, привязанные одна к другой и запряженные лошадьми, коих, однако, не видно, потому что они закрыты поклажей, как бы навесом. Когда привезут ее на место, где она должна быть поставлена, то раскидывают, по мере надобности, иногда на одну, иногда на две, а иногда и на три мили или более. Ставят ее очень скоро, не нуждаясь притом ни в плотнике, ни в каком-либо инструменте, ибо отдельные доски так сделаны, чтобы прилаживать их одну к другой, что нетрудно понять тем, коим известно, каким образом производятся все постройки у русских. Эта крепость представляет стреляющим хорошую защиту против неприятеля, особенно против татар, которые не берут с собой в поле ни пушек, ни других орудий, кроме меча, лука и стрел. Внутри крепости ставят даже несколько полевых пушек, из коих стреляют, смотря по надобности...»
Обслуживался гуляй-город городовиками и мостовиками (военные строители), в отличие от рабочих, строивших различные городские сооружения и называвшихся дереводелами и плотниками. Работами по его созданию руководили розмыслы (инженеры). Возглавлял работы гулявый воевода (начальник гуляй-города). При воеводе имелись дьяки с подьячими, которые писали приказы, «ведали государеву казну» и вели журналы военных действий. Этот личный состав стал основой будущих инженерных войск и войскового штаба. Неудачи в боевых действиях русские летописцы относили, в основном, на счёт неготовности гуляй-города. Стрельцы, личный состав наряда, постоянный состав гуляй-города и розмыслы являлись первыми элементами складывавшегося постоянного русского войска.

### Другие случаи
В начале XV века боевые повозки использовали табориты в Чехии.
Гуляй-городом называли также передвижные многоярусные башни на колёсах, иногда с артиллерией, с помощью которых осаждали замки и крепости. Такие «гуляй-городыны» (фактически, осадные башни) были применены, в частности, войском Богдана Хмельницкого во время осады Збаража, фамильного замка Иеремии Вишневецкого, в 1649 году. Этот эпизод присутствует в романе Генрика Сенкевича «Огнём и мечом» и в одноимённом фильме Ежи Гоффмана.
Вероятно, последний случай применения «гуляй-города» в виде телег, стянутых цепями, — шведскими войсками Карла XII и союзными ему казаками гетмана Мазепы — зафиксирован во время Северной войны зимой 1708/1709 года при обороне от русских войск.
Дилижансы в США использовались для отражения атак индейцев при освоении американцами Дикого Запада.